# Santiago Chazumba
Santiago Chazumba es una población del estado mexicano de Oaxaca, en el suroeste de México. Es cabecera del municipio de Santiago Chazumba. Es parte del distrito de Huajuapan, en el norte de la Región Mixteca.
En el año 2005, el municipio tenía una población total de 4.479 habitantes.